# Distretto di Chikan
Il distretto di Chikan (赤坎S, ChìkǎnP) è un distretto della Cina, situato nella provincia del Guangdong e amministrato dalla prefettura di Zhanjiang.